# Euproutia intermaculata
Euproutia intermaculata là một loài bướm đêm trong họ Geometridae.